# Carmen Hertz
Carmen Adelaida Hertz Cádiz (Santiago, 19 de junio de 1945) es una abogada que participó en diversas instituciones de protección de los derechos humanos, diplomática y política chilena. Participó en la Vicaría de la Solidaridad, la Fundación de Ayuda Social de las Iglesias Cristianas (Fasic), la Corporación Nacional de Reparación y Reconciliación y el Programa de DDHH del Ministerio del Interior, antes de ser directora de Derechos Humanos y Directora Jurídica del Ministerio de Relaciones Exteriores una vez logrado el retorno a la democracia. Entre 2006 y 2009 ejerció como embajadora de su país ante la República de Hungría.
Miembro del Partido Comunista de Chile (PCCh), desde marzo de 2018 se desempeña como diputada por el distrito N.° 8, de la Región Metropolitana de Santiago.

## Biografía
Nacida en una familia de derecha —su padre, Germán Hertz Garcés, de ascendencia alemana [cita requerida], era abogado, militaba en el antiguo Partido Liberal—, Carmen Hertz pasó los primeros años de su infancia principalmente en la chacra que tenían en Carrascal (hoy en la comuna de Quinta Normal); la primaria la hizo en el Andrew Carnegie College, ubicado cerca de la casa familiar ubicada en la calle José Miguel Infante, en Providencia. En tercer año de humanidades ingresó al Liceo 7 de la misma comuna.
Ingresó a la Escuela de Derecho de la Universidad de Chile, donde se relacionó políticamente con los liberales en un principio, moviéndose paulatinamente hacia la izquierda. En esos años de estudiante fue novia de José Miguel Insulza. Después de graduarse se acercó al MIR, partido en el que militó, después del triunfo de Salvador Allende, en cuya campaña electoral había trabajado. Decidió ingresar en el Partido Comunista a fines de 1970.
Durante el gobierno de la Unidad Popular, Hertz fue abogada secretaria del Consejo de la Corporación de la Reforma Agraria (1970-1973), que era presidido por el ministro de Agricultura, Jacques Chonchol. Cuando su amigo Carlos Berger, con quien había mantenido una nutrida correspondencia, regresó a Chile en 1971 —abogado y periodista comunista que había ido a seguir unos cursos de un año a Moscú—, se emparejaron de inmediato. A Berger le encargaron crear la primera revista juvenil de izquierda, Ramona; luego, cuando Orlando Millas fue nombrado ministro de Hacienda, pasó a ser su secretario de prensa (junio de 1972). En noviembre nació Germán Berger Hertz, quien ya adulto filmaría en 2009 el documental Mi vida con Carlos, sobre su padre asesinado.
A fines de julio de 1973, el PC envió a Berger a hacerse cargo de las comunicaciones de Cobre Chuqui; la familia partió en agosto y allí, en Chuquicamata, asumió como director de Radio El Loa y al poco tiempo Hertz comenzó a trabajar en el departamento jurídico de la empresa minera. El 11 de septiembre, el día del golpe de Estado, Berger fue detenido mientras seguía las transmisiones radiales aunque las nuevas autoridades le había ordenado cesarlas; esa noche fue liberado, pero horas después, en la madrugada del 12, los militares allanaron la casa y se lo llevaron. Berger fue sometido a un consejo de guerra que lo condenó a 60 días de cárcel por no acatar la orden de parar las transmisiones durante el día del golpe. Hertz, que era su abogada, logró el 17 de octubre conmutar los días restantes de presidio por una multa. Pero los presos políticos que estaban en la cárcel de Calama, entre ellos Berger, fueron sacados de allí y luego brutalmente asesinados por miembros de la llamada Caravana de la Muerte, operación dirigida por Sergio Arellano Stark para eliminar a disidentes políticos de la dictadura militar recién establecida. 
Los cadáveres fueron lanzados a una fosa clandestina en el camino a San Pedro de Atacama y ocultados a sus familiares. Posteriormente los cuerpos fueron removidos por órdenes militares y lanzados al mar. Algunos fragmentos óseos quedaron diseminados en la fosa primitiva lo que permitió décadas más tarde identificar algunas de las víctimas entre ellos a Carlos Berger.
La muerte de su esposo llevó a Hertz a participar en diversas organizaciones dedicadas a la defensa de los derechos humanos, incluyendo a la Vicaría de la Solidaridad, y posteriormente en la Corporación Nacional de Reparación y Reconciliación. La historia de la búsqueda de justicia por el asesinato de Berger que emprendió Hertz fue llevada a la pantalla chica por Andrés Wood en la miniserie Ecos del desierto (Carmen de joven es interpretada por María Gracia Omegna y como adulta por Aline Kuppenheim; Carlos, por Francisco Celhay). La pareja tuvo un hijo, Germán (1972), que es documentalista y periodista.

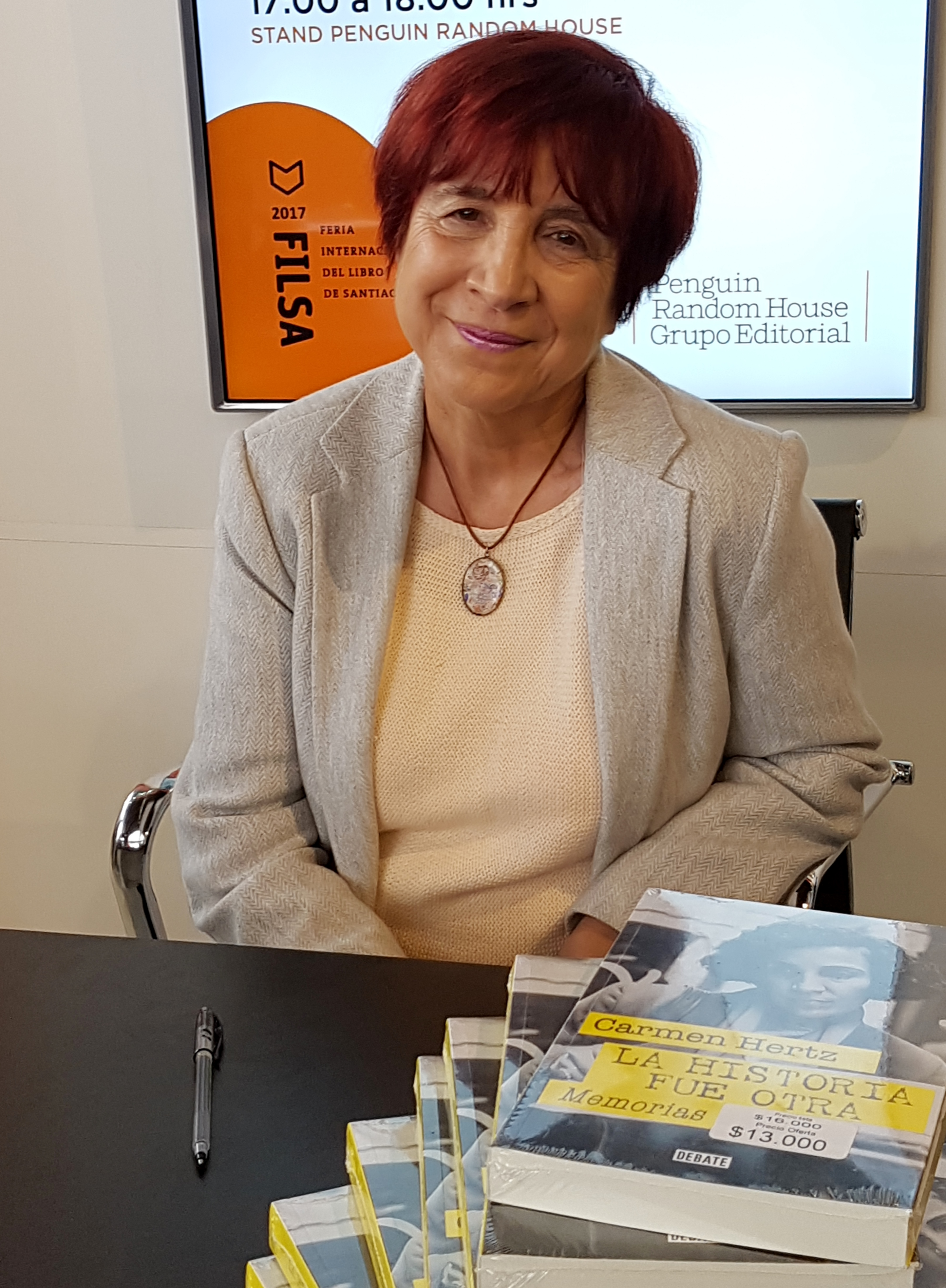
Hertz en la FILSA 2017 con sus memorias La historia fue otra.

Con el retorno de la democracia, Hertz participó en diversas instituciones de gobierno: miembro de la Misión de las Naciones Unidas para El Salvador (ONUSAL), estuvo asimismo a cargo de verificar los acuerdos de paz de dicho país; fue asesora de Derechos Humanos y directora jurídica del Ministerio de Relaciones Exteriores de Chile (1994-1998) —cargo al que renunció el 31 de octubre de ese año, cuando el gobierno de la Concertación decidió asumir la defensa de Pinochet, que había sido arrestado en Londres el 16 del mismo mes—, integró la delegación chilena en la Conferencia de Roma (1997), que aprobó el estatuto del Tribunal Penal Internacional; fue agregada de su país ante los organismos internacionales con sede en Ginebra (2003), abogada del Programa de Derechos Humanos del Ministerio del Interior (2004-2006), embajadora en Hungría (2006-2009), año este último que fue nombrada directora de DD.HH. del Ministerio de Exteriores.
Ha escrito algunos libros, como la historia del atentado a Pinochet, Operación Siglo XX (1990), junto con la periodista Patricia Verdugo; Operación Exterminio. La represión contra los comunistas chilenos (1973-1976), Apolonia Ramírez y Manuel Salazar, publicado en 2016; sus memorias La historia fue otra (2017).
Fue candidata a diputada por el distrito 16 (que incluía las comunas de Pudahuel, Quilicura, Colina, Lampa y Tiltil en las parlamentarias de 2005, pero con 13 694 votos (8,27%), no logró ser elegida; sí lo consiguió en los comicios de 2017 en los que obtuvo un escaño por el distrito 8 con un 3,32% (Cerrillos, Colina, Estación Central, Lampa, Maipú, Til Til, Pudahuel y Quilicura). El 4 de mayo de 2013 fue una de las fundadoras del movimiento Marca AC, que buscaba redactar una nueva Constitución Política para Chile mediante el establecimiento de una asamblea constituyente.
En 12 de junio de 2020, Hertz junto a las parlamentarias Carmen Frei, Beatriz Sánchez y Maya Fernández Allende, firmaron una carta pública, cuestionando el deficiente control sanitario que ha tenido el segundo gobierno de Sebastián Piñera durante la crisis de salud, y exigieron la renuncia inmediata del ministro de Minsal, Jaime Mañalich, sosteniendo que:

El actual líder –Mañalich– se solaza con sus palabras, y cuestiona a periodistas e ironiza, cientos de personas sufren la pérdida de sus seres queridos, no pudiendo despedirlos en paz, padeciendo el colapso del sistema hospitalario y contrastando su dolor con la soberbia de un ministro al que se le acabó su tiempo. No podemos seguir alentando la impunidad respecto a quienes han tomado decisiones que están generando dolor, sufrimiento y muerte en Chile.
Hertz, Frei, Sánchez y Fernández.

Durante el LV periodo legislativo del Congreso Nacional de Chile (2018-2022) presidió la Comisión de Derechos Humanos y Pueblos Originarios por el período 2018-2019 y la Comisión de Defensa Nacional durante 2021-2022.
Para el período legislativo 2022-2026 integra la Comisión de Defensa Nacional y la Comisión de Relaciones Exteriores, la cual preside actualmente por el período 2022-2023.

## Historial electoral
| Año  | Tipo           | Territorio   | Pacto                   | Partido | Votos  | %     | Resultado |
| ---- | -------------- | ------------ | ----------------------- | ------- | ------ | ----- | --------- |
| 2005 | Parlamentarias | Distrito 16  | Juntos Podemos Más      | PC      | 13 694 | 9,09  | No electa |
| 2017 | Parlamentarias | 8.º distrito | La Fuerza de la Mayoría | PC      | 16 035 | 3.32  | Diputada  |
| 2021 | Parlamentarias | 8.º distrito | Apruebo Dignidad        | PC      | 48 806 | 10,38 | Diputada  |